# قائمة أنهار الأمريكتين
هذا قائمة بانهار الأمريكتين، وتضم الأنهار التي لها أهمية تاريخية أو جغرافية بارزة في الأمريكتين، مُرتبة حسب المناطق التي تقع فيها (أمريكا الوسطى، أمريكا الشمالية، جزر الهند الغربية، وأمريكا الجنوبية). تشمل القائمة أطول الأنهار في كل دولة. يمكن العثور على مزيد من التفاصيل والمراجع في المقالات المنفصلة الخاصة بكل نهر. وتُدرج الروافد ذات الأهمية الاستثنائية في هذه القائمة تحت النهر الذي تصب فيه.

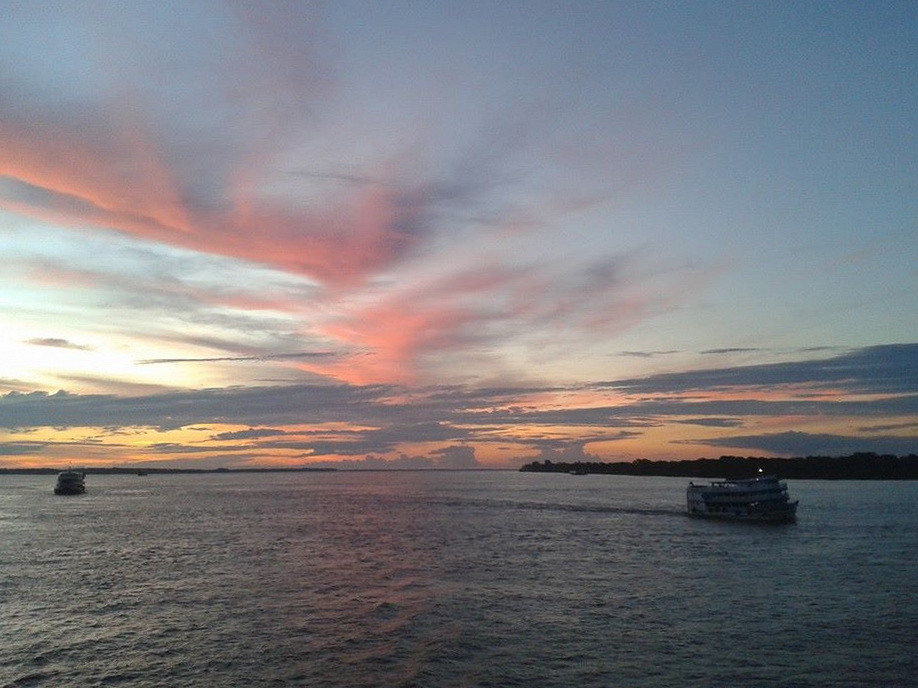
نهر الأمازون قرب بارينتينس، البرازيل

أطول نهر في الأمريكتين هو نهر الأمازون، ويُقال عادة إن طوله “لا يقل عن” 6,400 كيلومتر (4,000 ميل)، لكن التقديرات المختلفة تضعه بين 6,275 و7,025 كيلومترًا (3,899–4,365 ميلًا). تُعد قياسات طول الأنهار تقريبية، وغالبًا ما تختلف من مصدر لآخر بسبب عوامل متعددة تؤثر على تحديد الطول، مثل موقع المنبع والمصب، ودقة مقياس الرسم، وأساليب القياس المستخدمة (للمزيد، انظر: قائمة الأنهار حسب الطول).
يوجد في الأمريكتين إحدى عشرة دولة لا تحتوي على أنهار، وهي: أنغويلا، أروبا، برمودا، بونير، جزر كايمان، كوراساو، سابا، سان بارتيليمي، سان مارتن، سينت أوستاتيوس، وسينت مارتن.

## أمريكا الشمالية

### أمريكا الوسطى

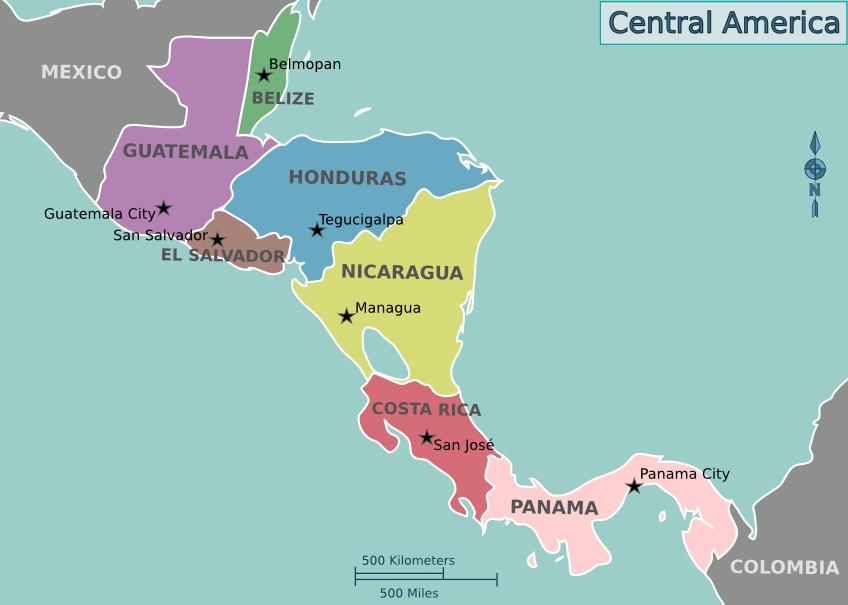
Map of Central America

يتجه جريان مياه الأنهار في أمريكا الوسطى إما نحو المحيط الأطلسي أو المحيط الهادئ. يُعد نهر كوكو، المعروف محليًا باسم “وانكس”، أطول نهر يجري بالكامل داخل حدود أمريكا الوسطى، حيث يشكل جزءًا من الحدود مع هندوراس. ويأتي نهر باتوكا كثاني أطول نهر في المنطقة.
ومن بين الأنهار المهمة في أمريكا الوسطى، نذكر بعضًا منها مع أطوالها:
| النهر                | الدول                         | الطول             | الأهمية |
| -------------------- | ----------------------------- | ----------------- | --- |
| نهر أجوان            | هندوراس                       | 150 ميل (240 كـم) | يُعد حوض نهر أغوان واحدًا من سبعة أحواض مائية في هندوراس، ويغطي أكثر من 1 مليون هكتار (3,900 ميل2)، منها حوالي 200,000 هكتار في وادي نهر أغوان. |
| نهر كاهابون          | غواتيمالا                     | 122 ميل (196 كـم) | يشتهر بالمنحدرات المائية السريعة |
| نهر تشولوتيكا        | هندوراس                       | 217 ميل (349 كـم) | اشتهر بالفيضانات الشديدة في عام 1998 |
| نهر تشوكوناكي        | بنما                          | 144 ميل (232 كـم) | أطول نهر في بنما |
| نهر كوكو (نهر وانكي) | هندوراس ونيكاراغوا            | 470 ميل (760 كـم) | نهر حدودي، وأطول نهر في هندوراس ونيكاراغوا |
| نهر دلسة (غواتيمالا) | غواتيمالا                     | 27 ميل (43 كـم)   | يقع عليه أكبر جسر في أمريكا الوسطى، وكان موقع تصوير لفيلم طرزان عام 1939                                                                      |
| نهر ليمبا            | السلفادور، هندوراس، غواتيمالا | 262 ميل (422 كـم) | أطول وأهم نهر قابل للملاحة في السلفادور |
| نهر لوس إيسكلافوس    | غواتيمالا                     | 90 ميل (140 كـم)  | يُعرف بالجسر الذي بُني فوقه عام 1579 خلال فترة الاستعمار الإسباني                                                                               |
| نهر موتاغوا          | غواتيمالا                     | 250 ميل (400 كـم) | أطول نهر في غواتيمالا |
| نهر نيو              | بليز                          | 82 ميل (132 كـم)  | أطول نهر داخل حدود بليز |
| نهر باتوكا           | هندوراس                       | 310 ميل (500 كـم) | أطول نهر يقع بالكامل داخل هندوراس |
| نهر ريفينتازون       | كوستاريكا                     | 90 ميل (140 كـم)  | يُستخدم في توليد جزء كبير من كهرباء كوستاريكا                                                                                                  |
| نهر سان خوان         | كوستاريكا، نيكاراغوا          | 110 ميل (180 كـم) | أطول نهر في كوستاريكا |
| نهر تيمبيسكي         | كوستاريكا                     | 89 ميل (143 كـم)  | أطول نهر بالكامل داخل كوستاريكا، وموطن مهم للحياة البرية                                                                                      |
| نهر أولوآ            | هندوراس                       | 150 ميل (240 كـم) | يُعرف بالأواني المزخرفة من الكالسيت التي تعود إلى حضارة المايا                                                                                 |

### أمريكا الشمالية

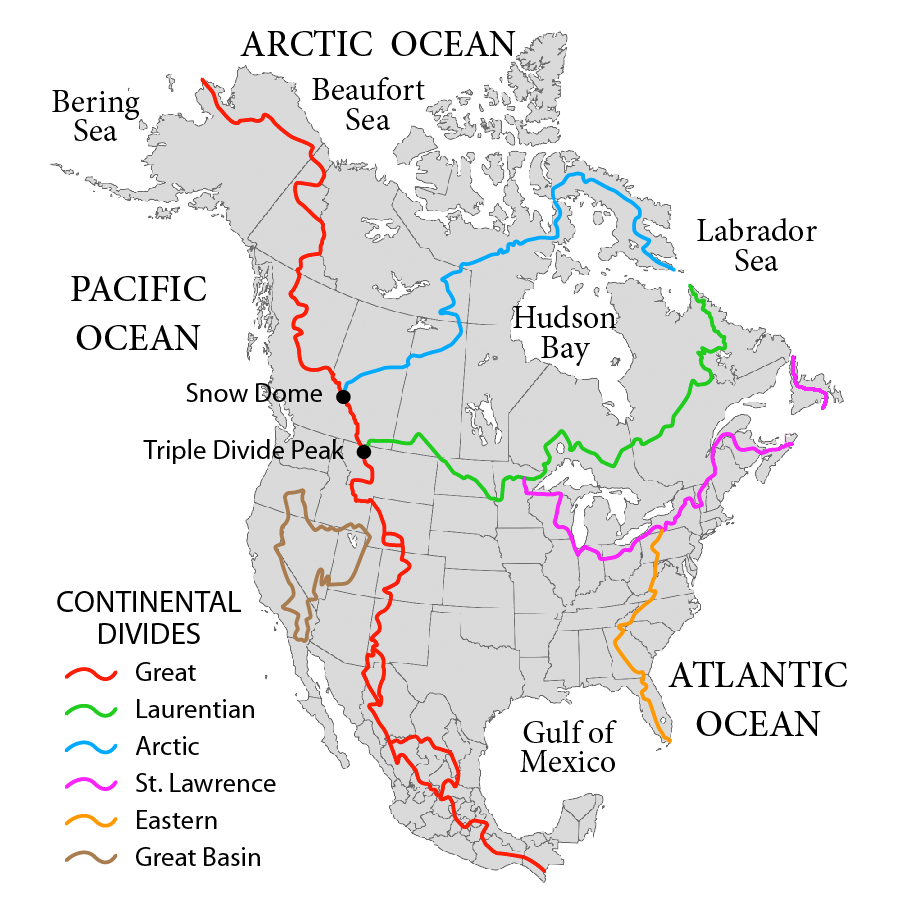
أحواض التصريف في أمريكا الشمالية (الأطلسي، والقطبي، وحوض الحوض العظيم، والهادئ

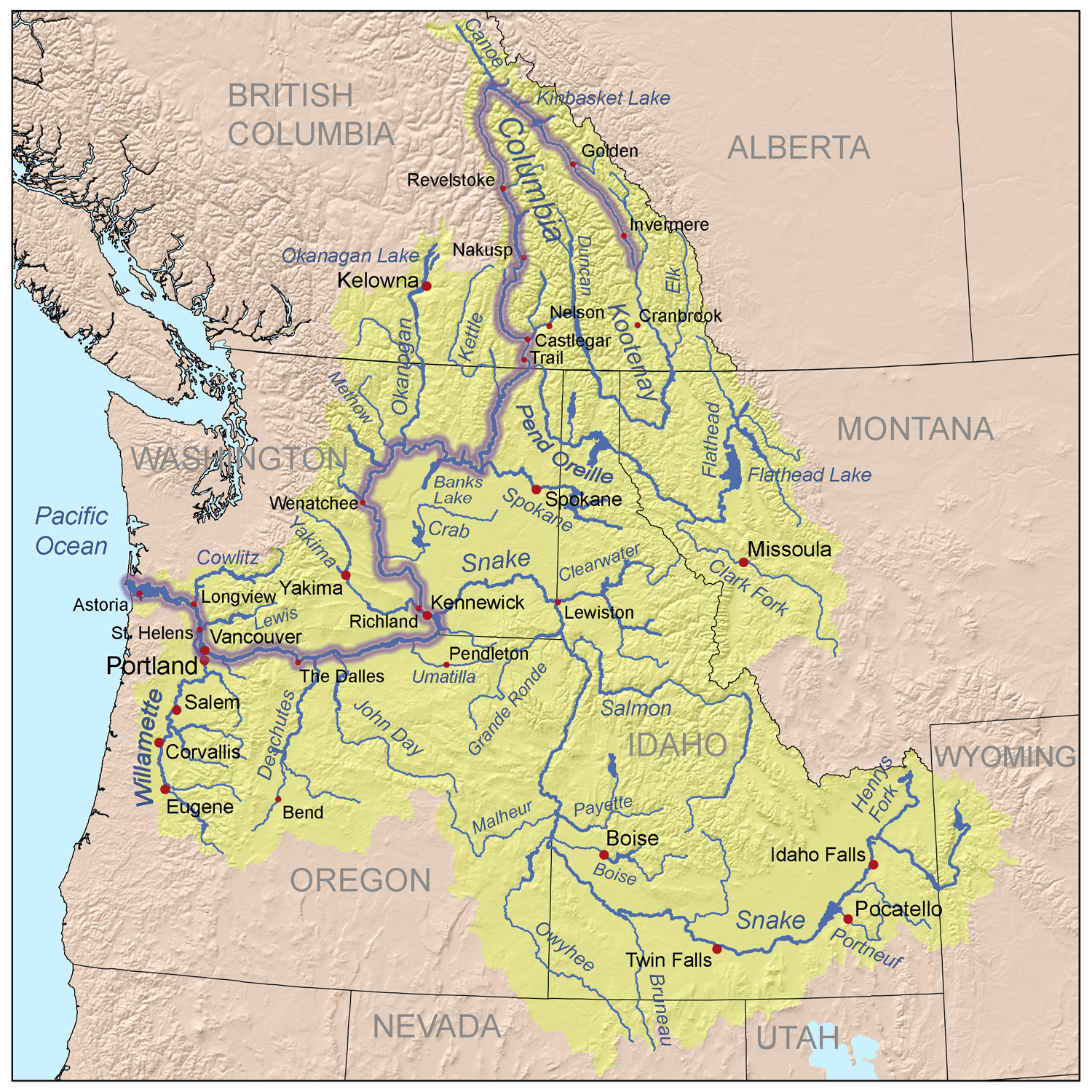
حوض نهر كولومبيا

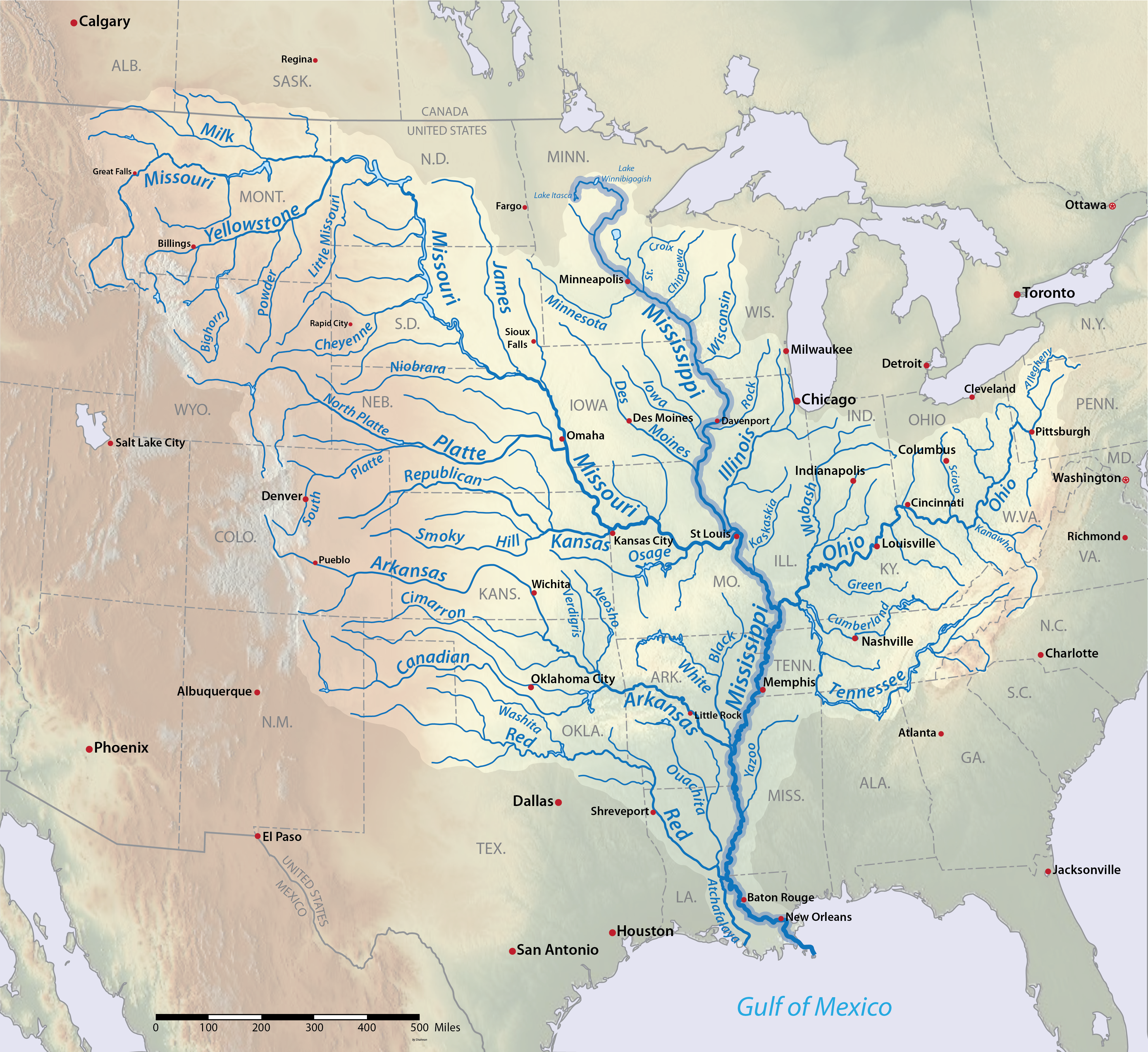
حوض نهر المسيسيبي

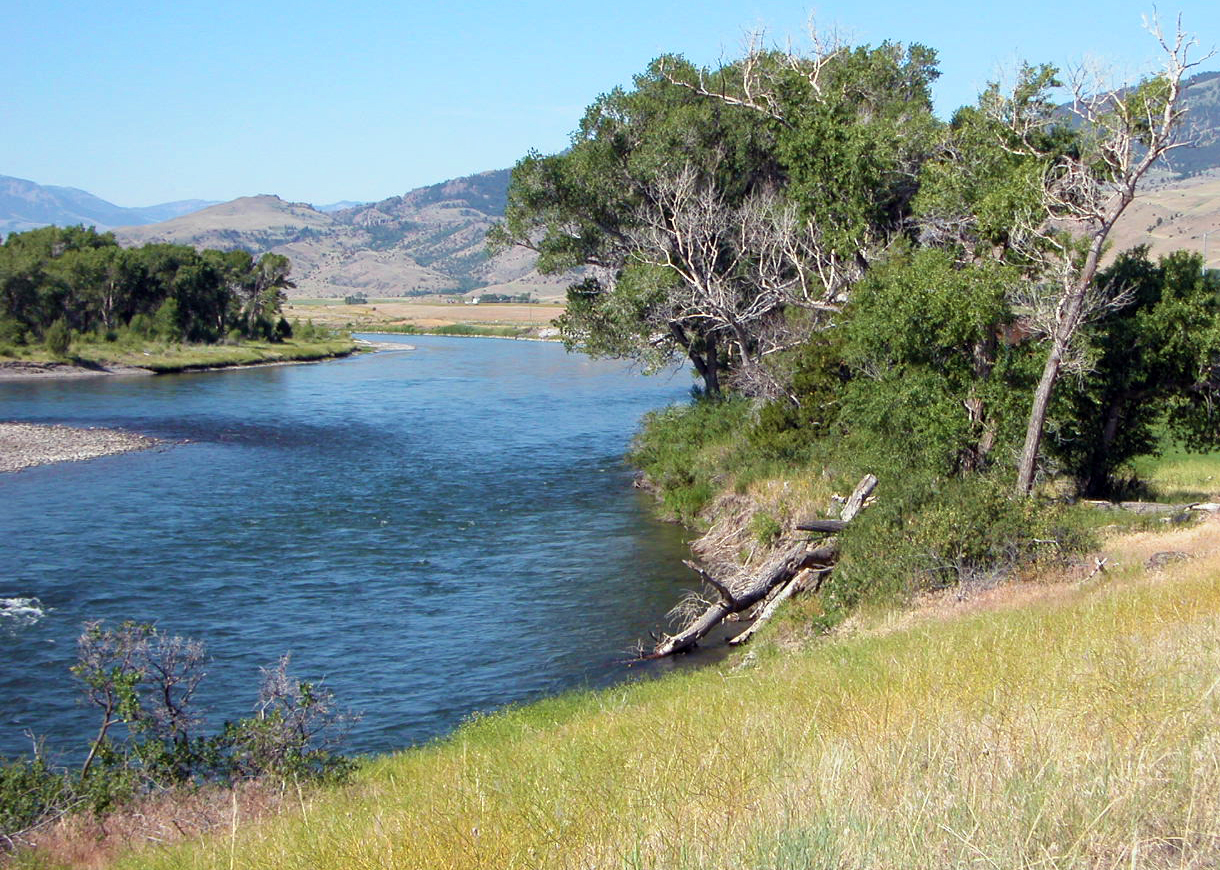
نهر يلوستون يمر عبر وادي بارادايس

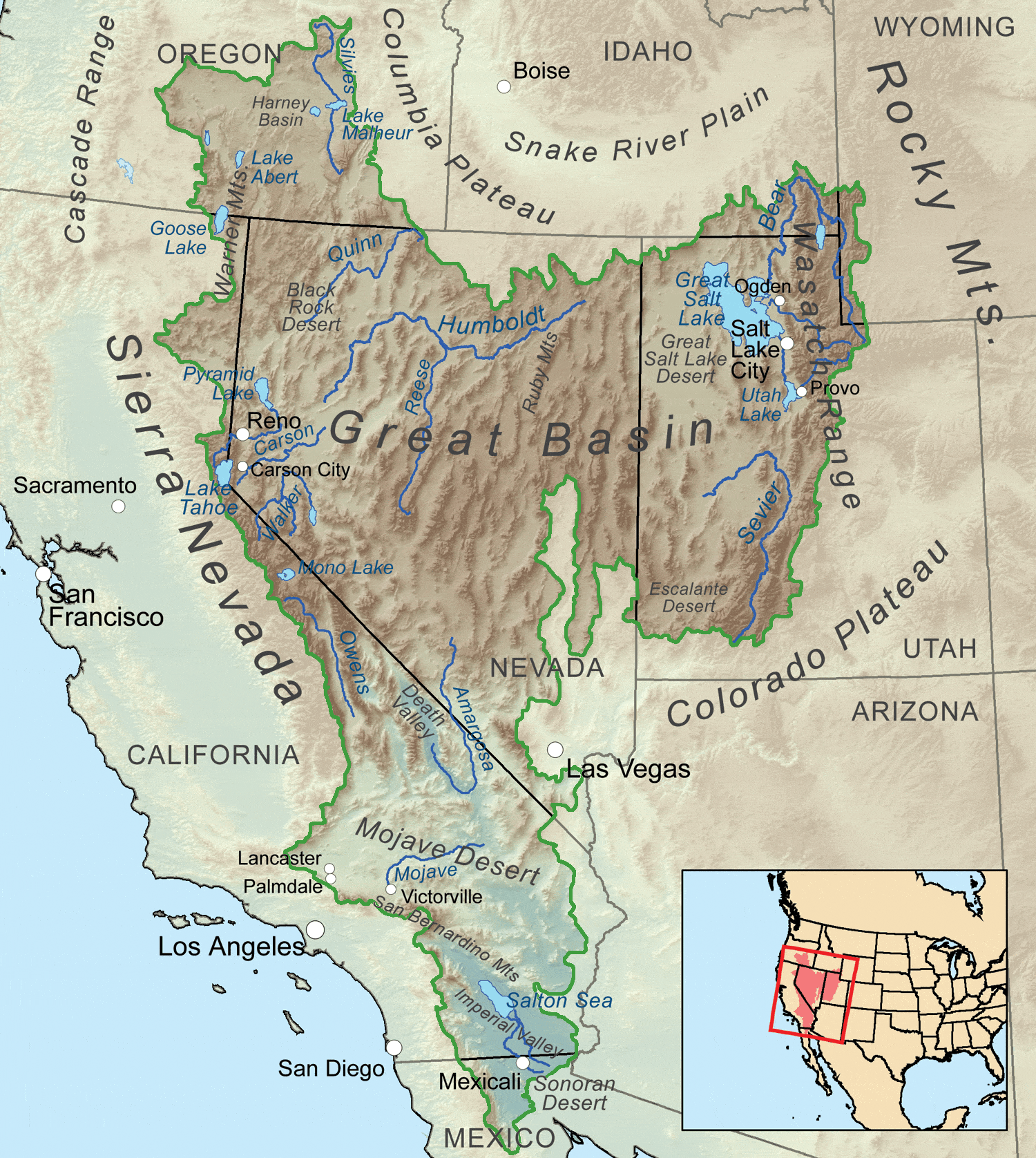
الحوض العظيم

تتدفق مياه الأنهار في أمريكا الشمالية نحو المحيط المتجمد الشمالي أو المحيط الأطلسي أو المحيط الهادئ، أو نحو الحوض المغلق الكبير في غرب الولايات المتحدة، أو الحوض الداخلي في المكسيك.
يُعتبر نهر ميزوري أطول نهر في أمريكا الشمالية والولايات المتحدة، بطول حوالي 2,341 ميلًا (3,767 كيلومترًا)، يليه نهر المسيسيبي الذي يبلغ طوله 2,320 ميلًا (3,730 كيلومترًا). أما في المكسيك، فيعد نهر ريو كونتشوس الأطول بطول 350 ميلًا (560 كيلومترًا)، بينما يُعد نهر ماكنزي الأطول في كندا بطول 1,080 ميلًا (1,740 كيلومترًا).
في الجدول أدناه، بعض من أطول الأنهار أو الأنهار ذات الأهمية الخاصة.
| النهر                 | الدول                                                                                                  | الطول                 | رافد لـ                                                          | الأهمية |
| --------------------- | --- | --------------------- | ---------------------------------------------------------------- | --- |
| نهر ألاباما           | الولايات المتحدة: ألاباما                                                                              | 318 ميل (512 كـم)     | خليج المكسيك                                                     | يعبره جسر إدموند بيتوس بالقرب من مدينة سلمى، وكان موقعًا لمسيرات شهيرة من أجل حقوق التصويت عام 1965.                       |
| نهر ألسيك             | كندا: يوكون؛ الولايات المتحدة: ألاسكا                                                                  | 240 ميل (390 كـم)     | خليج ألاسكا، المحيط الهادئ                                       | نهر بري |
| نهر ألتاماها          | الولايات المتحدة: جورجيا                                                                               | 137 ميل (220 كـم)     | المحيط الأطلسي                                                   | محمية حيوية |
| نهر أبالاتشيكولا      | الولايات المتحدة: فلوريدا                                                                              | 160 ميل (260 كـم)     | خليج المكسيك                                                     | نهر ذو مناظر طبيعية، كان حدودًا سابقة بين شرق وغرب فلوريدا                                                                 |
| نهر تشاتاهوتشي        | الولايات المتحدة: جورجيا، ألاباما، فلوريدا                                                             | 430 ميل (690 كـم)     | نهر أبالاتشيكولا                                                 | يشكل حدودًا بين ولايات |
| نهر فلينت             | الولايات المتحدة: جورجيا، ألاباما، فلوريدا                                                             | 344 ميل (554 كـم)     | نهر أبالاتشيكولا                                                 | ذُكر في رواية "ذهب مع الريح"                                                                                               |
| نهر كولورادو          | الولايات المتحدة: كولورادو، يوتا، أريزونا، نيفادا، كاليفورنيا؛ المكسيك: باها كاليفورنيا، سونورا        | 1,450 ميل (2,330 كـم) | خليج كاليفورنيا، المحيط الهادئ                                   | معروف بأوديته العميقة، ومياهه البيضاء، وأحد عشر متنزهًا وطنيًا؛ مصدر حيوي للمياه في جنوب غرب الولايات المتحدة               |
| نهر كولومبيا          | كندا: كولومبيا البريطانية؛ الولايات المتحدة: واشنطن، أوريغون                                           | 1,243 ميل (2,000 كـم) | المحيط الهادئ                                                    | أكبر نهر في شمال غرب المحيط الهادئ، وأكبر نهر يصب في المحيط الهادئ في أمريكا الشمالية                                     |
| نهر جيمس              | الولايات المتحدة: فيرجينيا                                                                             | 348 ميل (560 كـم)     | هامبتون رودز، خليج تشيسابيك، المحيط الأطلسي                      | أول مستوطنة إنجليزية دائمة في أمريكا وجميع عواصم فيرجينيا القديمة والحالية تقع على ضفافه: جيمستاون، ويليامزبرغ، وريتشموند |
| نهر سنيك              | الولايات المتحدة: وايومنغ، أيداهو، أوريغون، واشنطن                                                     | 1,078 ميل (1,735 كـم) | نهر كولومبيا                                                     | أكبر رافد لكولومبيا، كانت تسكنه قبائل أمريكية أصلية، واكتشفه لويس وكلارك                                                  |
| نهر أوكانوغان         | كندا: كولومبيا البريطانية؛ الولايات المتحدة: واشنطن                                                    | 115 ميل (185 كـم)     | نهر كولومبيا                                                     | نهر تجاري للفراء في أوائل القرن التاسع عشر                                                                                |
| نهر كيتل              | كندا: كولومبيا البريطانية؛ الولايات المتحدة: واشنطن                                                    | 175 ميل (282 كـم)     | نهر كولومبيا                                                     | مرتبط بنهر كولومبيا |
| نهر بند أوراي         | الولايات المتحدة: واشنطن، أيداهو؛ كندا: كولومبيا البريطانية                                            | 130 ميل (210 كـم)     | نهر كولومبيا                                                     | سكنت ضفافه قبائل بند أوراي وكاليسبي                                                                                       |
| نهر كوتيناي           | كندا: كولومبيا البريطانية؛ الولايات المتحدة: مونتانا                                                   | 480 ميل (770 كـم)     | نهر كولومبيا                                                     | رافد رئيسي لكولومبيا، وكان موطنًا لقبائل أمريكية أصلية                                                                     |
| نهر ولاميت            | الولايات المتحدة: أوريغون                                                                              | 187 ميل (301 كـم)     | نهر كولومبيا                                                     | يشتهر بمزارع الكروم المحيطة به                                                                                            |
| نهر ديلاوير           | الولايات المتحدة: نيويورك، نيوجيرسي، بنسلفانيا، ديلاوير، ماريلاند                                      | 301 ميل (484 كـم)     | خليج ديلاوير، المحيط الأطلسي                                     | كانت ضفافه مأهولة بالسكان الأصليين، ومرتبط بمعارك الثورة الأمريكية وعبور جورج واشنطن لنهر ديلاوير                         |
| نهر برانديواين        | الولايات المتحدة: بنسلفانيا، ديلاوير                                                                   | 20 ميل (32 كـم)       | نهر كريستينا، نهر ديلاوير                                        | نهر ذو مناظر طبيعية في بنسلفانيا، مرتبط بمعركة برانديواين                                                                 |
| نهر سكولكيل           | الولايات المتحدة: بنسلفانيا                                                                            | 135 ميل (217 كـم)     | نهر ديلاوير                                                      | يمر عبر مدينة فيلادلفيا                                                                                                   |
| نهر فريزر             | كندا: كولومبيا البريطانية                                                                              | 854 ميل (1,374 كـم)   | مضيق جورجيا، المحيط الهادئ                                       | أطول نهر في كولومبيا البريطانية، زاره المستكشفون الإسبان في 1792                                                          |
| نهر تومبسون           | كندا: كولومبيا البريطانية                                                                              | 304 ميل (489 كـم)     | نهر فريزر                                                        | آثار مستوطنات ما قبل التاريخ على ضفافه                                                                                    |
| نهر تشيلكوتين         | كندا: كولومبيا البريطانية                                                                              | 150 ميل (240 كـم)     | نهر فريزر                                                        | ذو أهمية للسكان الأصليين                                                                                                  |
| نهر نتشكو             | كندا: كولومبيا البريطانية                                                                              | 321 ميل (517 كـم)     | نهر فريزر                                                        | أول من استكشفه الأوروبيون في 1806                                                                                         |
| نهر هدسون             | الولايات المتحدة: نيويورك، نيوجيرسي                                                                    | 315 ميل (507 كـم)     | ميناء نيويورك، المحيط الأطلسي                                    | اكتشفه هنري هدسون في 1609                                                                                                 |
| نهر موهوك             | الولايات المتحدة: نيويورك                                                                              | 149 ميل (240 كـم)     | نهر هدسون                                                        | مهم في النقل والهجرة |
| نهر ماكنزي            | كندا: الأقاليم الشمالية الغربية، يوكون                                                                 | 1,080 ميل (1,740 كـم) | بحر بوفورت، المحيط المتجمد الشمالي                               | أطول نهر في كندا |
| نهر ليارد             | كندا: كولومبيا البريطانية، الأقاليم الشمالية الغربية                                                   | 693 ميل (1,115 كـم)   | نهر ماكنزي                                                       | يمثل النهاية الشمالية لجبال الروكي                                                                                        |
| نهر سلايف             | كندا: ألبرتا، الأقاليم الشمالية الغربية                                                                | 270 ميل (430 كـم)     | نهر ماكنزي                                                       | سُمي على اسم شعب السلايفي                                                                                                  |
| نهر بيس               | كندا: كولومبيا البريطانية، ألبرتا                                                                      | 1,195 ميل (1,923 كـم) | نهر سلايف                                                        | جزء من نظام فينلي–بيس–سلايف–ماكنزي، الثالث عشر في العالم من حيث الطول، عاش شعب الدانيزا الأصلي على ضفافه                  |
| نهر أثاباسكا          | كندا: ألبرتا                                                                                           | 765 ميل (1,231 كـم)   | نهر سلايف                                                        | جزء من نظام الأنهار التراثية الكندية                                                                                      |
| نهر مايورقاق          | غرينلاند: منطقة كيكا                                                                                   | 44 ميل (71 كـم)       | المحيط الأطلسي                                                   | غرينلاند تُعد جزءًا من أمريكا الشمالية جغرافيًا، وهذا النهر ينبع من نهر جليدي                                                |
| نهر المسيسيبي         | الولايات المتحدة: مينيسوتا، ويسكونسن، أيوا، إلينوي، ميزوري، كنتاكي، تينيسي، أركنساس، مسيسيبي، لويزيانا | 2,320 ميل (3,730 كـم) | خليج المكسيك                                                     | ثاني أطول نهر في أمريكا الشمالية                                                                                          |
| نهر أركنساس           | الولايات المتحدة: كولورادو، كانساس، أوكلاهوما، أركنساس                                                 | 1,469 ميل (2,364 كـم) | نهر المسيسيبي                                                    | سادس أطول نهر في الولايات المتحدة                                                                                         |
| نهر كنديان            | الولايات المتحدة: أوكلاهوما، كولورادو، نيو مكسيكو، تكساس                                               | 906 ميل (1,458 كـم)   | نهر أركنساس                                                      | استكشفه الإسبان عام 1601                                                                                                  |
| نهر سيمارون           | الولايات المتحدة: كولورادو، كانساس، نيو مكسيكو، أوكلاهوما                                              | 698 ميل (1,123 كـم)   | نهر أركنساس                                                      | استكشفه فرانسيسكو فاسكيز دي كورونادو عام 1541، ولا توجد مدن رئيسية على ضفافه                                              |
| نهر دي موين           | الولايات المتحدة: أيوا، مينيسوتا، ميزوري                                                               | 525 ميل (845 كـم)     | نهر المسيسيبي                                                    | استكشفه المستكشفون الفرنسيون الأوائل                                                                                      |
| نهر إلينوي            | الولايات المتحدة: إلينوي                                                                               | 273 ميل (439 كـم)     | نهر المسيسيبي                                                    | مسار نقل مهم |
| نهر مينيسوتا          | الولايات المتحدة: مينيسوتا                                                                             | 370 ميل (600 كـم)     | نهر المسيسيبي                                                    | أطول نهر داخل مينيسوتا |
| نهر ميزوري            | الولايات المتحدة: مونتانا، داكوتا الشمالية، داكوتا الجنوبية، نبراسكا، أيوا، كانساس، ميزوري             | 2,341 ميل (3,767 كـم) | نهر المسيسيبي                                                    | أطول نهر في أمريكا الشمالية                                                                                               |
| نهر يلوستون           | الولايات المتحدة: وايومنغ، مونتانا، داكوتا الشمالية                                                    | 692 ميل (1,114 كـم)   | نهر ميزوري                                                       | طريق نقل مهم للسكان الأصليين، مرتبط بمنتزه يلوستون                                                                        |
| نهر بلات              | الولايات المتحدة: نبراسكا                                                                              | 310 ميل (500 كـم)     | نهر ميزوري                                                       | موطن للسكان الأصليين، استكشفه الإسبان في أربعينيات القرن السادس عشر                                                       |
| نهر ميلك              | كندا: ألبرتا؛ الولايات المتحدة: مونتانا                                                                | 792 ميل (1,275 كـم)   | نهر ميزوري                                                       | كان موضوع قضية في المحكمة العليا عام 1908 تتعلق بحقوق السكان الأصليين                                                     |
| نهر أوهايو            | الولايات المتحدة: بنسيلفانيا، أوهايو، فيرجينيا الغربية، كنتاكي، إنديانا، إلينوي                        | 981 ميل (1,579 كـم)   | نهر المسيسيبي                                                    | أهمية تاريخية للسكان الأصليين                                                                                             |
| نهر أليغيني           | الولايات المتحدة: بنسيلفانيا، نيويورك                                                                  | 325 ميل (523 كـم)     | نهر أوهايو                                                       | تاريخ مع السكان الأصليين والاستعمار المبكر                                                                                |
| نهر كمبرلاند          | الولايات المتحدة: كنتاكي، تينيسي                                                                       | 688 ميل (1,107 كـم)   | نهر أليغيني                                                      | أهمية تاريخية للسكان الأصليين والقوارب النهرية                                                                            |
| نهر كاناوا            | الولايات المتحدة: فيرجينيا الغربية                                                                     | 97 ميل (156 كـم)      | نهر أليغيني                                                      | أكبر مجرى مائي داخلي في فيرجينيا الغربية                                                                                  |
| نهر سيوتو             | الولايات المتحدة: أوهايو                                                                               | 231 ميل (372 كـم)     | نهر أليغيني                                                      | أطول نهر داخل أوهايو |
| نهر تينيسي            | الولايات المتحدة: تينيسي، ألاباما، مسيسيبي، كنتاكي                                                     | 652 ميل (1,049 كـم)   | نهر أوهايو                                                       | عاش الشيروكي على ضفافه، أكبر روافد نهر أوهايو                                                                             |
| النهر الأحمر الجنوبي  | الولايات المتحدة: تكساس، أوكلاهوما، أركنساس، لويزيانا                                                  | 1,360 ميل (2,190 كـم) | خليج المكسيك                                                     | ثاني أكبر حوض نهري في السهول الكبرى، كان سابقًا حدودًا مع المكسيك                                                           |
| نهر روك               | الولايات المتحدة: ويسكونسن، إلينوي                                                                     | 299 ميل (481 كـم)     | نهر المسيسيبي                                                    | معروف بممره المائي "روك ريفر ووتر تريل"                                                                                   |
| نهر ويسكونسن          | الولايات المتحدة: ويسكونسن                                                                             | 420 ميل (680 كـم)     | نهر المسيسيبي                                                    | أطول نهر في ولاية ويسكونسن                                                                                                |
| نهر ناس               | كندا: كولومبيا البريطانية                                                                              | 270 ميل (430 كـم)     | مدخل بورتلاند، المحيط الهادئ                                     | نشاط بركاني قرب النهر، موطن لصيد السلمون                                                                                  |
| نهر بوتوماك           | الولايات المتحدة: فيرجينيا الغربية، ميريلاند، فيرجينيا، منطقة كولومبيا العاصمة                         | 405 ميل (652 كـم)     | خليج تشيسابيك، المحيط الأطلسي                                    | رابع أكبر حوض تصريف على الساحل الشرقي، أكبر نهر في واشنطن العاصمة، أحداث عسكرية تاريخية في تاريخ الولايات المتحدة         |
| نهر شيناندواه         | الولايات المتحدة: فيرجينيا، فيرجينيا الغربية                                                           | 56 ميل (90 كـم)       | نهر بوتوماك                                                      | معروف منذ العهد الاستعماري                                                                                                |
| نهر رونوك             | الولايات المتحدة: فيرجينيا، كارولاينا الشمالية                                                         | 410 ميل (660 كـم)     | المحيط الأطلسي                                                   | موقع مستوطنات أمريكية أصلية ومستعمرات أوروبية مبكرة                                                                       |
| نهر ريو كونتشوس       | المكسيك: تشيواوا                                                                                       | 350 ميل (560 كـم)     | نهر ريو غراندي                                                   | نهر مهم في شمال المكسيك، أكبر روافد ريو غراندي                                                                            |
| نهر ريو غراندي        | المكسيك: تشيواوا، كواهويلا، نويفو ليون، تاماوليباس؛ الولايات المتحدة: كولورادو، نيو مكسيكو، تكساس      | 1,896 ميل (3,051 كـم) | خليج المكسيك                                                     | أطول نهر يشكل الحدود بين الولايات المتحدة والمكسيك                                                                        |
| نهر ساكرامنتو         | الولايات المتحدة: كاليفورنيا                                                                           | 400 ميل (640 كـم)     | دلتا نهر ساكرامنتو-سان جواكين، خليج سان فرانسيسكو، المحيط الهادئ | أكبر نهر في كاليفورنيا، له دور كبير في حمى الذهب                                                                          |
| نهر بيت               | الولايات المتحدة: كاليفورنيا                                                                           | 207 ميل (333 كـم)     | نهر ساكرامنتو                                                    | موطن للسكان الأصليين |
| نهر فيذر              | الولايات المتحدة: كاليفورنيا                                                                           | 73 ميل (117 كـم)      | نهر ساكرامنتو                                                    | موطن لشعب المايدو من الأمريكيين الأصليين                                                                                  |
| نهر ساسكاتشوان        | كندا: مانيتوبا، ساسكاتشوان                                                                             | 340 ميل (550 كـم)     | بحيرة وينيبيغ                                                    | طريق نقل مهم في حقبة ما قبل كولومبوس، يحتوي على ثلاث سدود كهرومائية                                                       |
| نهر سكاتجيت           | كندا: كولومبيا البريطانية، الولايات المتحدة: واشنطن                                                    | 240 ميل (390 كـم)     | مضيق بيوجت، المحيط الهادئ                                        | موطن لشعبي سكاتجيت الأعلى والأدنى من قبائل السكان الأصليين                                                                |
| نهر سكين              | كندا: كولومبيا البريطانية                                                                              | 350 ميل (560 كـم)     | المحيط الهادئ                                                    | ثاني أطول نهر في كولومبيا البريطانية                                                                                      |
| نهر بابين             | كندا: كولومبيا البريطانية                                                                              | 97 ميل (156 كـم)      | نهر سكين                                                         | من آخر الأنهار غير المتأثرة بالتطور                                                                                       |
| نهر سانت جونز         | الولايات المتحدة: فلوريدا                                                                              | 310 ميل (500 كـم)     | المحيط الأطلسي                                                   | أطول نهر داخل فلوريدا |
| نهر سانت لورانس       | كندا: أونتاريو، كيبيك؛ الولايات المتحدة: نيويورك                                                       | 310 ميل (500 كـم)     | خليج سانت لورانس، المحيط الأطلسي                                 | يربط البحيرات العظمى، أساس ممر سانت لورانس البحري                                                                         |
| نهر كاياهوغا          | الولايات المتحدة: أوهايو                                                                               | 84.9 ميل (136.6 كـم)  | نهر سانت لورانس                                                  | كان الحدود الغربية للولايات المتحدة عام 1795، تلوث بشدة لدرجة اشتعاله عام 1969                                            |
| نهر ديترويت           | كندا: أونتاريو، الولايات المتحدة: ميشيغان                                                              | 28 ميل (45 كـم)       | نهر سانت لورانس                                                  | من أكثر المجاري المائية ازدحامًا في العالم، نهر حدودي، مصنف كنهر تراث أمريكي وكندي                                         |
| نهر فوكس              | الولايات المتحدة: ويسكونسن                                                                             | 200 ميل (320 كـم)     | خليج جرين باي، بحيرة ميشيغان                                     | أكبر روافد لبحيرة ميشيغان                                                                                                 |
| نهر ساجيناو           | الولايات المتحدة: ميشيغان                                                                              | 22 ميل (35 كـم)       | خليج ساجيناو، نهر سانت لورانس                                    | طريق شحن مهم |
| نهر أوتاوا            | كندا: كيبيك، أونتاريو                                                                                  | 791 ميل (1,273 كـم)   | نهر سانت لورانس                                                  | دور حيوي لشعب الألغونكوين، يشكل حدودًا إقليمية                                                                             |
| نهر موريس             | كندا: كولومبيا البريطانية                                                                              | 150 ميل (240 كـم)     | نهر سانت لورانس أو نهر سكين                                      | نهر مهدد، مهدد بخط أنابيب إنبريدج                                                                                         |
| نهر سسكويهانا         | الولايات المتحدة: نيويورك، بنسيلفانيا، ماريلاند                                                        | 444 ميل (715 كـم)     | خليج تشيسبيك، المحيط الأطلسي                                     | أطول نهر على الساحل الشرقي للولايات المتحدة                                                                               |
| نهر يوكون             | كندا: يوكون، كولومبيا البريطانية؛ الولايات المتحدة: ألاسكا                                             | 1,980 ميل (3,190 كـم) | بحر بيرينغ، المحيط الهادئ                                        | أطول نهر يمر عبر كندا وألاسكا                                                                                             |
| نهر تانانا            | الولايات المتحدة: ألاسكا                                                                               | 540 ميل (870 كـم)     | نهر يوكون                                                        | دلائل على نشاط بشري في العصر القطبي القديم، يشتهر بمسابقة نينانا آيس كلاسيك الخيرية لتوقّع ذوبان الجليد                    |
| نهر أوسوماسينتا       | المكسيك: تاباسكو، غواتيمالا                                                                            | 620 ميل (1,000 كـم)   | خليج المكسيك                                                     | مهم لحضارة المايا |
| نهر سسكاتشوان الجنوبي | كندا: ألبرتا، ساسكاتشوان                                                                               | 865 ميل (1,392 كـم)   | نهر سسكاتشوان                                                    | |
| نهر سسكاتشوان الشمالي | كندا: ألبرتا، ساسكاتشوان                                                                               | 800 ميل (1,300 كـم)   | نهر سسكاتشوان                                                    | |
| نهر أسينيبوان         | كندا: ساسكاتشوان، مانيتوبا                                                                             | 660 ميل (1,060 كـم)   | نهر ريد الشمالي                                                  | |
| نهر ريد الشمالي       | الولايات المتحدة: مينيسوتا، داكوتا الشمالية؛ كندا: مانيتوبا                                            | 550 ميل (890 كـم)     | بحيرة وينيبيغ                                                    | |

### جزر الهند الغربية

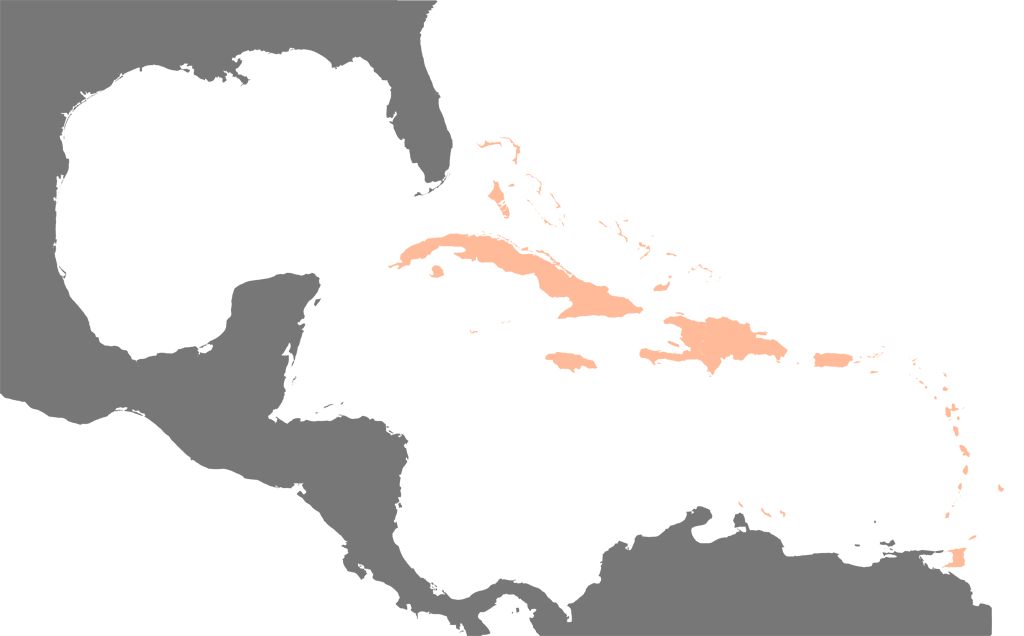
جزر الهند الغربية بالنسبة لقارتي الأمريكتين

تشمل الأنهار المهمة في جزر الهند الغربية ما يلي:
| النهر                     | الدول                                          | الطول                 | الأهمية |
| ------------------------- | ---------------------------------------------- | --------------------- | --- |
| نهر أرتيبونيت             | هايتي، جمهورية الدومينيكان                     | 199 ميل (320 كـم)     | أطول نهر في هايتي |
| نهر كاروني                | ترينيداد وتوباغو                               | 25 ميل (40 كـم)       | أطول نهر في ترينيداد وتوباغو |
| نهر كاوتو                 | كوبا                                           | 230 ميل (370 كـم)     | أطول نهر في كوبا وفي منطقة الكاريبي/جزر الهند الغربية                                                                                  |
| نهر شافون                 | جمهورية الدومينيكان                            |                       | استخدم تاريخيًا من قبل القراصنة لإخفاء الكنوز                                                                                           |
| نهر كولوناري              | سانت فنسنت والغرينادين                         | 5 ميل (8.0 كـم)       | أطول نهر في سانت فنسنت والغرينادين |
| نهر الدستور               | بربادوس                                        | 0.35 ميل (0.56 كـم)   | أطول نهر في بربادوس |
| نهر هاينا                 | جمهورية الدومينيكان                            | 53 ميل (85 كـم)       | اشتهر باكتشاف الذهب عام 1496 |
| نهر لايو                  | دومينيكا                                       | 14.63 ميل (23.54 كـم) | أطول نهر في دومينيكا |
| نهر نيزاو                 | جمهورية الدومينيكان                            |                       | يحتوي على ثلاث محطات كهرومائية، لكنه جف بسبب استخراج الركام                                                                            |
| نهر أوزاما - نهر إيزابيلا | جمهورية الدومينيكان                            | 92 ميل (148 كـم)      | في عام 1498، بنى بارتولومي كولون حصنًا عند دلتا نهر أوزاما، والذي أصبح لاحقًا أول مستوطنة أوروبية دائمة في العالم الجديد (سانتو دومينغو) |
| نهر ريو مينيو             | جامايكا                                        | 57.7 ميل (92.9 كـم)   | أطول نهر في جامايكا |
| نهر ريفيير سولييت         | هايتي، جمهورية الدومينيكان (يسمى أرّويو بلانكو) |                       | في 24 مايو 2004، فاض النهر وأدى إلى وفاة أكثر من ألف شخص، مع مئات الجرحى والمشردين بالقرب من مدينة خيماني                              |
| نهر روسو                  | سانت لوسيا                                     |                       | أطول نهر في سانت لوسيا |
| نهر سانت جونز             | غرينادا                                        |                       | أطول نهر في غرينادا |
| نهر ياكيه دل نورتي        | جمهورية الدومينيكان                            | 185 ميل (298 كـم)     | أطول نهر في جمهورية الدومينيكان |
| نهر يونا                  | جمهورية الدومينيكان                            |                       | ثاني أطول نهر في جمهورية الدومينيكان                                                                                                   |

### أنهار أمريكا الشمالية والوسطى حسب التصريف
| النهر                                  | متوسط التصريف (م³/ث) عند المصب |
| -------------------------------------- | ------------------------------ |
| 01 المسيسيبي–أتشافالايا                | 21٬300                         |
| 02 سانت لورانس                         | 17٬600                         |
| 03 ماكنزي                              | 9٬800                          |
| 04 كولومبيا                            | 7٬407                          |
| 05 يوكون                               | 7٬000                          |
| 06 نيلسون–تشيرشيل                      | 4٬380                          |
| 07 جريخالڤا–أوسوماسينتا                | 4٬028                          |
| 08 فريزر                               | 3٬944                          |
| 09 لا غراندي–إيستماين–روبرت–كانيابيسكو | 3٬808                          |
| 10 موبايل–ألاباما–تومبغبي              | 2٬118                          |
| 11 تشيرشيل                             | 1٬932                          |
| 12 كوسكووكيم                           | 1٬897                          |
| 13 سكينا                               | 1٬760                          |
| 14 كوبير                               | 1٬700                          |
| 15 كوكسوك                              | 1٬600                          |
| 16 ستيكين                              | 1٬600                          |
| 17 سان خوان                            | 1٬590                          |
| 18 ثيلون                               | 1٬538                          |
| 19 بابالوأبان                          | 1٬461                          |
| 20 سوسيتنا                             | 1٬450                          |
| 21 موس                                 | 1٬440                          |
| 22 ألباني                              | 1٬420                          |
| 23 سسكويهانا                           | 1٬199                          |
| 24 نوتاوي                              | 1٬190                          |
| 25 سانت جون                            | 1٬189                          |